# Миллиган, Марк
Марк Дэ́ниел Ми́ллиган (англ. Mark Daniel Milligan; 4 августа 1985, Сидней) — австралийский футболист. Играл на позиции правого защитника, а также в центре обороны или опорного полузащитника. Выступал за сборную Австралии. Ныне — тренер.

## Клубная карьера
Профессиональную карьеру Миллиган начал в клубах низших австралийских лиг «Нортерн Спирит» и «Блэктаун Сити». В 2005 году он попал в клуб Эй-лиги «Сидней», за который отыграл 3 сезона, затем ещё сезон он провёл в другом клубе высшего австралийского дивизиона «Ньюкасл Юнайтед Джетс». В 2009 году Миллиган решил попробовать себя в иностранном чемпионате, но в отличие от большинства австралийских футболистов он переехал не в Европу, а в Азию, проведя сначала один сезон в китайском «Шанхай Шэньхуа», а с 2010 года выступая за японский «ДЖЕФ Юнайтед».
В январе 2012 года Миллиган был взят в аренду клубом «Мельбурн Виктори», а летом 2012 года подписал с «Мельбурн Виктори» трёхлетний контракт.
Летом 2015 года Миллиган перешёл в клуб чемпионата ОАЭ «Бани Яс» за $1 млн, подписав контракт на два года.
В июле 2017 года «Мельбурн Виктори» объявил о возвращении Миллигана на сезон 2017/18 в качестве привилегированного игрока.
В начале 2018 Миллиган был продан в клуб чемпионата Саудовской Аравии «Аль-Ахли» из Джидды за $1 млн.
18 августа 2018 года Миллиган подписал двухлетний контракт с клубом чемпионата Шотландии «Хиберниан». В сезоне 2018/19 он регулярно играл за клуб, но в конце сезона покинул команду.
1 июля 2019 года Миллиган подписал контракт с «Саутенд Юнайтед».
30 июля 2020 года Миллиган вернулся на родину, подписав двухлетний контракт с новичком Эй-лиги «Макартур». 22 октября 2020 года был назначен первым в истории клуба капитаном. 30 декабря 2020 года в дебютном матче «Макартура», дерби против «Уэстерн Сидней Уондерерс», забил первый гол в истории клуба и принёс победу с минимальным счётом. 
2 июня 2021 года заявил, что завершит карьеру по окончании сезона и присоединится к тренерскому штабу «Макартура».

## Международная карьера
В национальной сборной Марк Миллиган дебютировал 7 июня 2006 года в матче со сборной Лихтенштейна. Миллиган был в составе сборной Австралии на чемпионате мира 2006 и чемпионате мира 2010, не сыграв на них ни одного матча, просидев на скамейке запасных.

## Достижения
«Сидней»
- Чемпион Австралии: 2005/06
- Победитель клубного чемпионата Океании: 2005

«Мельбурн Виктори»
- Чемпион Австралии: 2014/15, 2017/18
- Победитель регулярного первенства чемпионата Австралии: 2014/15

Сборная Австралии
- Чемпион Азии: 2015